# Grit Poppe
Grit Poppe (*  25. Januar 1964 in Boltenhagen) ist eine deutsche Schriftstellerin.

## Leben und Wirken
Grit Poppe ist die Tochter des Physikers und Bürgerrechtlers Gerd Poppe aus dessen erster Ehe. Da ihr Vater nach dem Studium eine Stelle im Halbleiterwerk Stahnsdorf bei Potsdam antrat, zog die Familie dorthin um, wo Grit aufwuchs und, nach der Scheidung der Eltern 1970, die Schule besuchte. Nach einer Lehre als Sekretärin arbeitete sie im DEFA-Studio für Spielfilme und später in der Hochschule für Film und Fernsehen Potsdam.
Zu Wendezeiten engagierte sie sich in der Bürgerbewegung Demokratie Jetzt (DJ) und war bis 1992 Geschäftsführerin von DJ (später Bündnis 90) für das Land Brandenburg.
Schon als Schülerin hatte Grit Poppe den Wunsch, Schriftstellerin zu werden. Von 1984 bis 1988 studierte sie am Literaturinstitut „Johannes R. Becher“ in Leipzig. 1989 debütierte sie mit dem Erzählband Der Fluch. Sie schreibt Romane und Geschichten für Kinder, Jugendliche und Erwachsene und lebt mit ihren beiden Kindern, einem Sohn und einer Tochter, in Potsdam. Das Wechselspiel zwischen einer realistischen Handlung und Fantasy-Elementen zeichnete früher die meisten ihrer Jugendbücher aus. Zu nennen sind hier vor allem Alabusch oder Das Herz des Vulkans (1999), Käpten Magic (2006) und Anderswelt (2009).
Für Weggesperrt, ihren ersten rein realistischen Jugendroman, der auf umfangreichen Recherchen beruht, wurde sie 2010 mit dem Gustav-Heinemann-Friedenspreis für Kinder- und Jugendbücher ausgezeichnet. Er wurde als Ganzschrift für die Realschulabschlussprüfung in Baden-Württemberg 2011 ausgewählt.

## Publikationen
- Der Fluch. Mitteldeutscher Verlag, Halle (Saale) / Leipzig 1989, ISBN 3-354-00591-2.
- Andere Umstände. Berlin-Verlag, Berlin 1998, ISBN 3-8270-0229-X.
- Alabusch oder das Herz des Vulkans. Altberliner Verlag, Berlin 1999, ISBN 3-357-00863-7.
- Geteiltes Glück. Kiepenheuer, Berlin 2006, ISBN 3-378-00676-5.
- Käpten Magic. Cecilie Dressler Verlag, Hamburg 2006, ISBN 978-3-7915-1603-5.
- Dragid Feuerherz – Hüter der Drachen. Arena Verlag (Edition Bücherbär), Würzburg 2007, ISBN 978-3-401-09148-8.
- Dragid Feuerherz – Die Perle des Lichts. Arena Verlag (Edition Bücherbär), Würzburg 2007, ISBN 978-3-401-09149-5.
- Dragid Feuerherz – Im Bann der Magier. Arena Verlag (Edition Bücherbär), Würzburg 2008, ISBN 978-3-401-09334-5.
- Dragid Feuerherz – Die Rache des Dschinn. Arena Verlag (Edition Bücherbär), Würzburg 2009, ISBN 978-3-401-09440-3.
- Anderswelt. Cecilie Dressler Verlag, Hamburg 2009, ISBN 978-3-7915-1608-0.
- Weggesperrt. Cecilie Dressler Verlag, Hamburg 2009, ISBN 978-3-7915-1632-5.[3][4]
- Abgehauen. Cecilie Dressler Verlag, Hamburg 2012, ISBN 978-3-7915-1633-2.[5][6]
- Das Geheimnis der Saurierinsel. Deutscher Taschenbuch Verlag, München 2012, ISBN 978-3-423-76043-0.
- Monty Vampir. Deutscher Taschenbuch Verlag, München 2012, ISBN 978-3-423-76067-6.[7]
- Monty Vampir. Gefahr bei Vollmond. Deutscher Taschenbuch Verlag, München 2013, ISBN 978-3-423-76084-3.[8]
- Schuld. Dressler Verlag, Hamburg 2014, ISBN 978-3-7915-1634-9.[9]
- Joki und die Wölfe. Peter Hammer Verlag, Wuppertal 2018, ISBN 978-3-7795-0588-4.
- Wilma Wunderhuhn. Carlsen Verlag, Hamburg 2020, ISBN 978-3-551-51307-6.
- Alice Littlebird. Peter Hammer Verlag, Wuppertal 2020, ISBN 978-3-7795-0632-4.
- Angstfresser. Mitteldeutscher Verlag 2020, ISBN 978-3-96311-239-3.
- Verraten. Dressler Verlag, Hamburg 2020, ISBN 978-3-7915-0164-2.
- zusammen mit Niklas Poppe: Die Weggesperrten. Umerziehung in der DDR – Schicksale von Kindern und Jugendlichen. Propyläen Verlag, Berlin 2021, ISBN 978-3-549-10040-0.
- Rabenkinder. Ullstein Verlag, Berlin 2022, ISBN 978-3-548-06655-4.
- Mimi und Lina. Carlsen Verlag, Hamburg 2024, ISBN 978-3-551-52197-2.
- zusammen mit Niklas Poppe: Verschleppt, verbannt, verschwunden – Deutsche Kriegsjugend in Stalins Lagern und Gefängnissen.  Mitteldeutscher Verlag, Halle (Saale) 2024, ISBN 978-3-96311-915-6.
- Mauer des Schweigens. Die Akte Leipzig. Ullstein Verlag, Berlin 2025, ISBN 978-3-548-06913-5.

## Auszeichnungen
- 2005: Kunstpreis Literatur der Land Brandenburg Lotto GmbH[10]
- 2010: Gustav-Heinemann-Friedenspreis für Kinder- und Jugendbücher[11]
- 2010: LesePeter und The White Ravens für Weggesperrt[12]
- 2017: Brandenburgischer Kunstförderpreis – Literatur
- 2018: Stadtschreiberin in Rheinsberg
- 2021: Deutsch-Französischer Jugendliteraturpreis für Verraten[13]